# Завьялов, Андрей Сергеевич
Андрей Сергеевич Завья́лов (9 июля 1905, Верейский уезд, Московская губерния — 6 сентября 1985) — советский учёный-металловед, доктор технических наук (1943), профессор (1943). Основатель и первый директор (1938—1958) ЦНИИ металлургии и брони. Лауреат двух Сталинских премий (1942, 1951).

## Биография
Родился 9 июля 1905 года в деревне Редькино (ныне Наро-Фоминский район, Московская область) в многодетной (18 детей) семье ткача. Рано осиротел. Работать начал с 14 лет, был грузчиком, рабочим на железной дороге.
В 1922—1924 учился на рабфаке Московского института инженеров путей сообщения, в 1924—1930 годах — в Ленинградском горном институте, где получил специальность горного инженера-металлурга.
В 1930—1932 годах был аспирантом и научным сотрудником во Всесоюзном научно-исследовательском институте металлов (позднее НИИ-13) в Ленинграде, где в начале 1930 года была образована научно-исследовательская группа, получившая название «Броневая группа». В 1931 году входил в состав комиссии, назначенной для разбора и изучения архива А. Н. Фарфурина — технического директора Ижорского завода, главного специалиста броневого производства.
В мае 1932 года приказом Наркома тяжёлой промышленности Г. К. Орджоникидзе был направлен на Ижорский завод, который являлся ведущим предприятием по производству брони для танков и Военно-морского флота, на должность начальника Центральной заводской лаборатории. На заводе Завьялов вплотную занимался технологией производства танковой брони. При непосредственном участии Завьялова впервые в мире была разработана и внедрена сварка брони танковых корпусов и башен, в 1933 году разработана и внедрена в производство противопульная стальная броня высокой твёрдости марки «ИЗ» (Ижорский завод). Из этой брони была изготовлена партия корпусов и башен танка Т-26, также была разработана корабельная стальная броня для крейсеров марки ФД-7954, которой были бронированы крейсер «Киров» и «Максим Горький».
С 1936 года — начальник Центральной броневой лаборатории, главный инженер-металлург и заместитель технического директора Ижорского завода. В числе сотрудников ЦБЛ — О. Ф. Данилевский, В. А. Делле, С. И. Смоленский и другие, ставшие впоследствии известными броневиками-металлургами.
В мае 1936 года Завьялов при содействии А. А. Жданова доложил свою концепцию необходимости реконструкции и модернизации производства брони и бронетанковой техники на заседании Совета Труда и Обороны в присутствии Сталина. Немедленно были приняты решения: в производственном объединении «Спецсталь» (под началом И. Ф. Тевосяна) создано Главное управление по производству брони, которому были переданы Ижорский и Мариупольский металлургические заводы, их центральные лаборатории преобразованы в Центральные броневые лаборатории (ЦБЛ-1 и ЦБЛ-2).
На Ижорском заводе было заменено руководство, Завьялов стал начальником Центральной броневой лаборатории, главным металлургом — заместителем главного инженера. Дальновидность и своевременность принятых решений подтвердили первые крупные сражения, в которых участвовали советские танки — гражданская война в Испании 1936—1939 годов.
28 сентября 1938 года приказом наркома оборонной промышленности Завьялов назначен директором образованного «ЦНИИ металлургии и брони» (закрытое наименование) или ЦНИИ-48 (открытое наименование) — будущий ЦНИИ конструкционных материалов «Прометей». Главным направлением деятельности института стало создание научно-обоснованных процессов получения брони в массовом производстве, разработка методов и технологий получения высококачественной и высокоэффективной броневой стали и брони (бронедеталей) для военных кораблей, танков, самолётов, пограничных укреплений и т. п.

### Разработка противоснарядной брони
В предвоенные и военные годы были разработаны и освоены в производстве противоснарядная броня высокой твёрдости марки «8С», подвергаемая закалке и низкому отпуску в толщинах до 45 мм для танка Т-34, броня средней твердости марок 49С и 42С, подвергаемая закалке и высокому отпуску в толщинах до 90 мм для тяжелого танка КВ, монолитные литые танковые башни для Т-34, противоснарядная корабельная броня толщиной 100—500 мм для вертикального и горизонтального бронирования линейных кораблей. Завьялов руководил широким кругом исследований тактических свойств брони.
В 1938 и 1939 годах авиационным отделом ЦНИИ-48 впервые в мире была разработана цементованная авиационная броня марок «ИЗ-цементованная» и «ХД» для защиты лётчиков штурмовой и истребительной авиации предвоенного поколения. Последняя широко использовалась в предвоенные и военные годы в виде бронеспинок советских самолётов истребителей, штурмовиков и бомбардировщиков.
Накануне Великой Отечественной войны Завьялов в составе советских делегаций дважды побывал на металлургических заводах в Германии — на заводе в Крефельде (Krefelder Stahlwerke) и на заводе Круппа в Эссене. «Командировки в Германию показали, что советские технологии выплавки специальных сталей не уступали западноевропейским, а выплавлявшаяся советскими металлургами броневая сталь по своим качественным показателям превосходила немецкие стали».
Благодаря поддержке Сталина, ЦНИИ-48 под руководством Завьялова разработал и внедрил технологию производства цельнолитых танковых башен (позволившую заменить сварные башни на литые), что сыграло исключительную роль в развитии танкостроения в годы войны и внесло неоценимый вклад в организацию массового производства танков КВ и Т-34 во время Великой Отечественной войны.
В сентябре 1941 года Завьялов обpатился в Наpкомат танковой промышленности и Главное автобpонетанковое упpавление РККА с пpедложением заняться изучением вопросов поражаемости советских танков в действующих танковых частях. Пpедложение было пpинято; в конце 1941 года в танковых частях начали pаботать бpигады ЦНИИ-48. На протяжении всей войны ЦНИИ-48 систематически исследовал и анализировал результаты попадания снарядов в советские танки, оценивал статистику поражений и выявлял слабые и наиболее уязвимые элементы конструкции. Специальные фронтовые бригады из конструкторов и металлургов постоянно выезжали на фронт и изучали поражаемость советских танков. В составе таких бригад неоднократно выезжал на фронт и Завьялов.
Статистические данные о характере поражений были использованы для разработки наставлений по тактике боевого применения танков, а также предложений конструкторам для изменения конструкции отдельных деталей бронезащиты. По данным исследований и анализа, выполненных ЦНИИ-48, был выработан принцип дифференцированной бронезащиты танков, когда вместо равномерной по периметру машины защиты танки получили резко усиленное бронирование лобовой проекции корпуса и башни. В частности эти данные были использованы конструктором Н. Л. Духовым при проектировании танка ИС-3.
В 1942 году Завьялов написал кандидатскую диссертацию, по итогам защиты которой ему сразу была присуждена ученая степень доктора технических наук и присвоено звание профессора.
В послевоенное время занимался разработками по строительству крейсеров с цельносварными корпусами.
С 1958 года на научно-педагогической работе: в 1958—1972 годах заведующий кафедрой металловедения и термической обработки Северо-Западного заочного политехнического института, одновременно в 1960—1968 годы — ректор этого института.
Трагически погиб 6 сентября 1985 года. Похоронен на Богословском кладбище Санкт-Петербурга.
Историк, полковник КГБ в отставке Арсен Мартиросян писал: «если бы не Завьялов и не массированная поддержка Сталина, то не видать бы нам ни танков Т-34, KB, ИС, ни „летающего танка“ ИЛ-2, ни хорошо защищённых броней линкоров, эсминцев и т. д.».
Из ближайших родственников А. С. Завьялова ныне здравствует его племянник Вадим Петров — главный конструктор ПАО «Ижорские заводы».

Могила Завьялова на Богословском кладбище Санкт-Петербурга.

## Основные работы
- Диссертация на соискание учёной степени кандидата технических наук. — Свердловск, 1942.
- К теории легирования и термообработки стали. — ЦНИИ НКТП, 1943.
- Фазовые превращения в железоуглеродистых сталях. — М.: Судпромгиз, 1948.
- Природа процессов охрупчивания стали при нагревах и влияние на них легирующих элементов. — Л.: Судпромгиз, 1959.
- К истории ордена Ленина и ордена Трудового Красного Знамени ЦНИИ КМ «Прометей», монография в 3-х тт. — Л.: ЦНИИ КМ «Прометей», 1983.

## Награды и премии
- Сталинская премия III степени (10 апреля 1942) — за разработку технологии производства литых танковых башен
- Сталинская премия II степени (1951) — за коренное усовершенствование методов постройки судов
- орден Ленина (1939)
- орден Красной Звезды (1943)
- два ордена Трудового Красного Знамени (05.08.1944, за успешное выполнение задания Государственного Комитета Обороны по выпуску артиллерийских самоходных установок и бронекорпусов; 1951)
- орден Отечественной войны I степени (1945)
- орден «Знак Почёта» (1961)
- медали

### Комментарии
1. ↑   В 1935 году в распоряжении Ижорского завода оказалась 37-мм противотанковая пушка «Рейнметалл» с боеприпасами. Завьялов провел испытания брони танка Т-26 новым на тот момент времени средством поражения. Результат был ошеломляющий: бронебойный снаряд 37-мм пушки не только пробивал броню Т-26 на всех тактических дистанциях огня, Д ≥ 1000 м, но и последствия обстрела брони были катастрофическими — проломы и расколы бронедеталей. Проанализировав итоги полигонных испытаний и тщательно изучив тенденции в мировом танкостроении, особенно в бронировании боевых машин, Завьялов подготовил «развёрнутое обоснование срочной необходимости реконструкции и модернизации советской металлургии в оборонных целях, в частности для выпуска надёжной брони для различных видов боевой техники, прежде всего танков». Конечным итогом стало увольнение с завода А. С. Завьялова и его соратника М. Н. Попова, причем по заводскому радио их объявили «врагами народа». — Гаврилов Д. В. А. С. Завьялов — создатель броневой противоснарядной стали // Военно-исторический журнал. 2012, № 12. С. 52; Документальный фильм «Броневая сталь Андрея Завьялова»
2. ↑  Фактически речь шла о необходимости срочного перевооружения армии танками нового поколения с противоснарядным бронированием взамен существующего парка тонкобронных машин (типа Т-26, БТ-7 и танкеток Т-27), для чего требовалось параллельно разработке новых конструкций в кратчайшие сроки создать металлургию, способную в больших количествах производить противоснарядную броневую сталь, перестроить все технологии танкового производства.
3. ↑  В ходе боевых действий в Испании (рассматривается период с октября 1936 по март 1937 года) республиканские танковые войска понесли значительные потери в людях и технике. Франкистские и итало-германские войска были насыщены средствами противотанковой обороны. Находившаяся у них на вооружении германская 37-мм противотанковая пушка Pak 35/36 наносила советским танкам серьёзный урон. За период с октября 1936 года по 8 сентября 1937 года из 306 участвовавших в боевых операциях советских танков Т-26 были выведены из строя 215 (70,3 %), из них безвозвратно потеряны 75 (24,5 %), подбиты 140 (45,8 %). Бои в Испании показали необходимость срочного создания новых танков, способных противостоять снарядам противотанковых пушек — Танковый прорыв: Советские танки в боях 1937—1942 гг. — М., 2007. — С. 9—83.
4. ↑  Сотрудники Московской группы ЦНИИ 48 проводили большую работу непосредственно в действующих танковых частях и на полях танковых боев, обследуя подбитую и вышедшую из строя советскую и трофейную технику. Сотрудники МГ ЦНИИ-48 В. П. Андреев, В. В. Ардентов, А. Т. Ларин и многие другие за годы войны обследовали более 14 тысяч машин, собрав ценнейший материал по их поражаемости. Это позволило оперативно выявить наиболее уязвимые узлы советских танков и принять меры по усилению их защиты, найти ослабленные узлы танков противника и дать рекомендации по борьбе с этой техникой Московская группа ЦНИИ-48 на сайте АО «НИИ стали» Архивная копия от 29 декабря 2019 на Wayback Machine